# Седница Политбироа ЦК КПЈ 4. јула 1941.
Седница Политбироа ЦК КПЈ одржана 4. јула 1941. позната је као историјска седница јер је на њој донета одлука о отпочињању оружаног устанка народа Југославије против окупатора. Седница је одржана у Вили Владислава Рибникара на Дедињу, а њом је руководио генерални секретар КПЈ Јосип Броз Тито. Овај дан се у СФРЈ празновао као Дан борца.

## Стање уочи седнице
Комунистичка партија Југославије је још на Петој земаљској конференцији, одржаној октобра 1940. године у Загребу, указивала на опасност фашистичке агресије на Југославију. Тада је при Централном комитету КПЈ формирана Војна комисија, која је имала задатак да припрема отпор на војном плану и успостави контакте с антифашистички оријентисаним официрима у Југословенској војсци. На првој седници, после напада Сила Осовина на Краљевину Југославију, одржаној 10. априла 1941, ЦК КПЈ је позвао све своје чланове и симпатизере да наставе борбу против окупатора, а уколико то постане немогуће, тј уколико дође до капитулације Југословенске војске, која се назирала, одлучено је да се почне са припремом оружаног устанка. У ту сврху на овој седници формиран је Војни комитет, чији је задатак био да руководи тим припремама.
На Мајском саветовању, одржаном почетком маја 1941. у Загребу, ЦК КПЈ је анализирао постојећу ситуацију у Југославији и донео одлуку да се у духу припрема за оружану борбу при већем броју покрајинских, обласних и других нижих партијских органа формирају војни комитети, који би припремали оружану борбу. У ту сврху многи чланови Централног комитета упућени су разне крајеве земље, где су радили на припреми организовања устанка. У току маја и јуна месеца формиран је већи број ударних група и десетина, које су биле сачињене од чланова КПЈ и СКОЈ-а, као и њихових симпатизера. Те групе су изводиле ситне акције и саботаже.
Напад Трећег рајха на Совјетски Савез, 22. јуна 1941, као и позив Коминтерне свим комунистичким партијама „да отпочну са борбом против окупатора којом би се помогла и олакшала борба Совјетског Савеза“, убрзали су припреме које је КПЈ покренула за организовање устанка. Истог дана, у Београду је одржана седница ЦК КПЈ, на којој је издат Проглас у коме се осуђује напад на СССР и позива народ да се укључи у припреме устанка. Убрзо потом, 27. јуна 1941, одржана је нова седница ЦК КПЈ, на којој је формиран Главни штаб НОП одреда Југославије, а за његовог команданта изабран Јосип Броз Тито.

## Седница 4. јула
Седница Политбироа Централног комитета Комунистичке партије Југославије на којој је донета одлука о отпочињању устанка одржана је 4. јула 1941. у вили Владислава Рибникара, на Дедињу. Седници су присуствовали - генерални секретар КПЈ Јосип Броз Тито, као и чланови Централног комитета: Александар Ранковић, Милован Ђилас, Иво Лола Рибар, Светозар Вукмановић и Сретен Жујовић (као један од учесника ове седнице, у појединој литератури наводи се и Иван Милутиновић, такође члан ЦК КПЈ, али према сведочењима учесника седнице Светозара Вукмановића и Милована Ђиласа, као и хроничара Владимира Дедијера он из непознатих разлога није присуствовао седници). Поред њих у кући су се током заседања налазили Владислав Рибникар, његова супруга Јара и књижевник Владимир Дедијер. Они су током заседања чували стражу испред и око куће.
Седницом је руководио Јосип Броз Тито и на њој је анализирана ситуација у земљи и свету, а посебно ситуација на Источном фронту. Потом је донета одлука да се са саботажа и диверзија пређе на општи народни устанак, а да партизански рат буде основна форма развијања устанка. Поред ове одлуке донете су још одлуке: 
- да се формира Штаб партизанских одреда Србије са Сретеном Жујовићем на челу;
- да се са изванредним овлашћењима ЦК КПЈ у Босну и Херцеговину упути Светозар Вукмановића, а у Црну Гору Милован Ђилас;
- да се при ЦК КП Хрватске формира Оперативно партијско руководство на челу са Владом Поповићем;
- да се изванредна овлашћења ЦК КПЈ дају Едварду Кардељу, који се налази у Словенији;
- да раније организоване ударне групе и већи број чланова КПЈ изађу на терен и организују партизанске одреде;
- да се у партизанским одредима поставе политички комесари, као представници Партије;
- да се покрене Билтен Главног штаба НОП одреда Југославије

На крају седнице донета је одлука да се народима Југославије упути проглас с позивом на устанак. Проглас је написао Иво Лола Рибар и он је 12. јула штампан у илегалној штампарији ЦК КПЈ на Бањичком венцу у Београду и потом упућен у све крајеве земље. Између осталог у Прогласу је стајало:
Народни Југославије - Срби, Хрвати, Словенци, Црногорци, Македонци и други! … Ви сте били побеђени у рату, али нисте покорени. Славне традиције борбе за правду и слободу ваших дедова не смеју бити заборављене. Сада је време да покажете да сте достојни потомци својих предака. Сада је време, сада је куцнуо час, да се дигнете сви ако један у бој против окупатора и њихових домаћих слугу, крвника наших народа. Не презајте ни пред каквим терором непријатеља. На терор одговарајте масовним ударом по најосетљивијим тачкама фашистичких окупаторских бандита. Уништавајте све - све што користи фашистичким освајачима. Не дозволимо да наше жељезнице превозе ратни материјал и друга средства која служе фашистичким хордама у њиховој борби против Совјетског Савеза. Створимо од наше земље опседну тврђаву за фашистичке освајаче.

## Обележја
Кућу у којој је одржана седница, Владислав Рибникар је после рата поклонио Комунистичкој партији и у њој је 1. маја 1950. отворен Музеј „4. јули“, које је радио све до 2000, а кућа је 2003. враћена породици Рибникар. Одлуком Савезне скупштине ФНРЈ, 26. априла 1956. године 4. јули је проглашен за државни празник — Дан борца и прослављао се сваке године у читавој земљи. После распада СФР Југославије, постао је државни празник Савезне Републике Југославије, али се касније обележавао само у Србији, где је укинут 2001. одлуком Владе Србије.